# Българска макроикономическа асоциация
Българската макроикономическа асоциация е професионална организация на българските икономисти, по подобие на Американската икономическа асоциация, Европейската икономическа асоциация и др.
Създадена е на 16 юни 2003 г. с подкрепата на тогавашния представител на МВФ за България Пирита Сорса. Основна цел на сдружението е да се дискутират макроикономически проблеми, да се разпространяват макроикономически идеи и знания и да се подпомагат и насърчават изследвания в тази област.
Сред учредителите на асоциацията са Стефан Петранов (СУ), Цветан Манчев (АИАП), Митко Димитров (БАН), Ганчо Ганчев (ЮЗУ), Петя Танова (АУБГ), Георги Ангелов, Георги Ганев (СУ), Ивайло Николов, Красен Станчев, Лъчезар Богданов, Мартин Заимов, Николай Неновски (УНСС), Румен Аврамов и много други. През годините председатели на БМА са били Стефан Петранов, Георги Ганев, Калин Христов. В Управителния съвет на асоциацията са участвали Николай Неновски, Стефан Петранов, Петя Танова, Цветан Манчев, Калин Христов, Георги Ангелов, Георги Ганев, Петър Чобанов, Йордан Матеев, Мариела Ненова.
Българската макроикономическа асоциация провежда ежегоден конкурс за студентско есе, организира дискусии по икономически теми, партньор е на фондация Линдау, която организира срещи на млади икономисти с Нобелови лауреати по икономика.